# US5

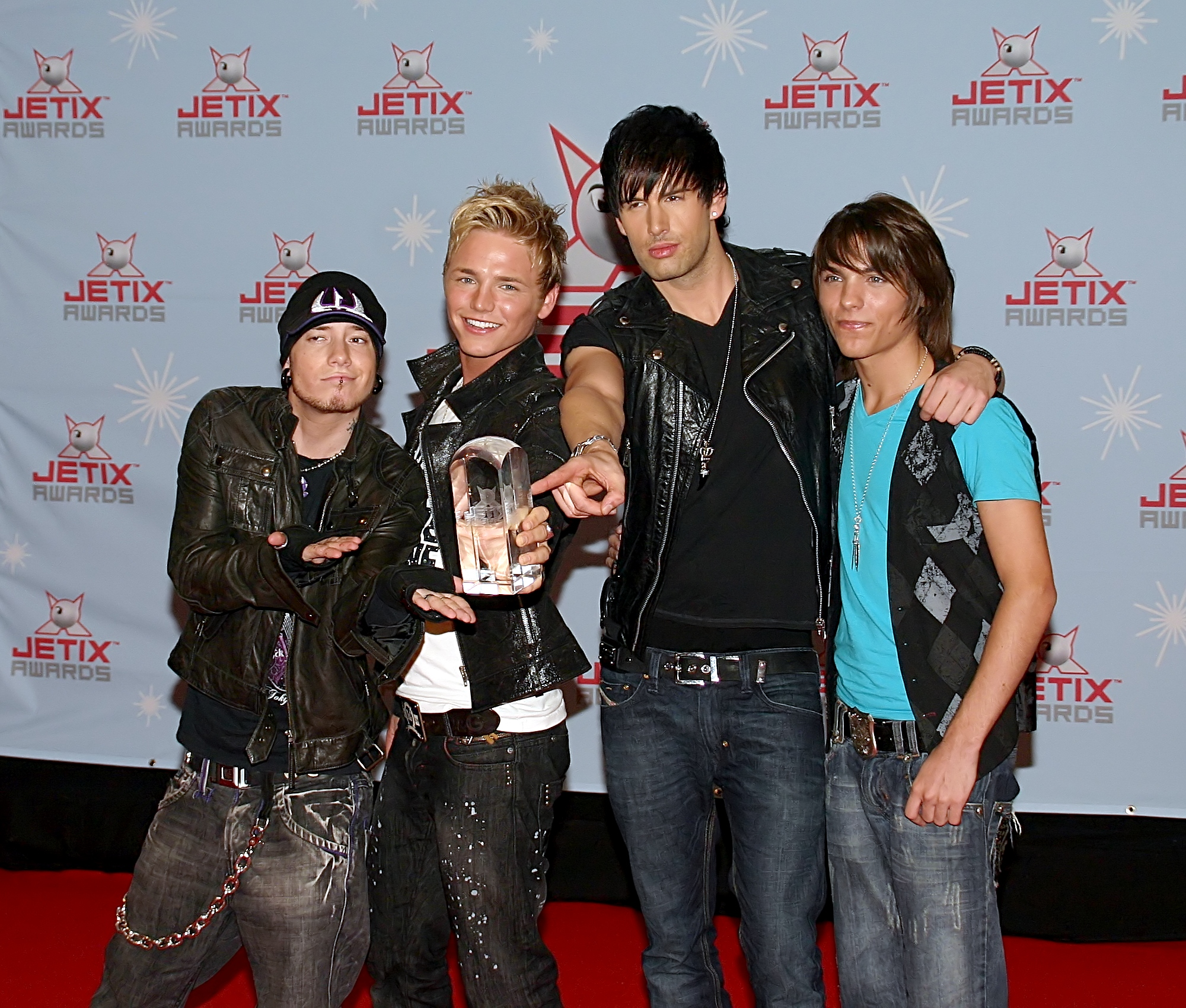
US5

US5 este o trupă pop multinațională din Statele Unite ale Americii în 2005. Ei sunt cunoscuți mai ales pentru piesa Maria, Just Because Of You (care a fost filmată în București) si The Boys Are Back (promovare pentru High School Musical 3). 
US5 a fost format în cadrul reality show-ului Germania Big In America în 2005. După spectacol, US5 a ajuns să lanseze 4 albume de studio și 10 single-uri până la desființarea lor în 2010. 

## Membri
- Jay Khan (2005–prezent)
- Izzy Gallegos (2005–prezent)
- Mikel Johnson (2005–prezent)
- Christoph Watrin (2005–prezent)
- Richie Stringini (2005–prezent)
- Cayce Clayton (2009–prezent)
- Jayson Pena (2009–prezent)
- Vince Tomas (2007–prezent)

## Discografie
- Here We Go (2005)
- Here We Go: New Edition (2005)
- In Control (2006)
- In Control: Reloaded (2007)
- Around The World (2008)
- Back Again (2010)